# Shelby (Alabama)

Położenie Shelby (kolor czerwony) na mapie hrabstwa Shelby (górna mapa). Położenie hrabstwa Shelby (kolor pomarańczowy) na mapie Alabamy (dolna mapa).

Shelby – jednostka osadnicza w Stanach Zjednoczonych, w stanie Alabama, w hrabstwie Shelby.